# 明石電車区
明石電車区（あかしでんしゃく）は、兵庫県明石市にある西日本旅客鉄道（JR西日本）の乗務員区所である。かつては車両基地として車両が配置されていたが、現在その機能は網干総合車両所明石支所に移されている。
1937年10月10日の東海道本線京都駅 - 吹田駅間の電化開業に伴い、京阪神緩行線の運転区間が拡大され、運用車両も増加したことから、先に開設されていた明石操車場の一角に、1937年（昭和12年）8月10日付で宮原電車区（現在の網干総合車両所宮原支所）に続く電車区として開設された。
本稿では、明石電車区の記述を中心に、隣接する敷地にあった明石操車場及び明石機関区についても併せて紹介する。

## 概要
近畿統括本部が管轄する乗務員区所で、運転士が所属している。車両配置があった頃は、神戸派出所・明石ホーム派出所も設置されていた。
明石操車場開設時には、操車場最奥部に当たる東側に明石機関庫の設備が設けられた。操車場構内に電車区を開設する際に、操車場南側の配線変更と電化、検修庫等必要施設の建設を行い、客車操車機能は北側に集約された。戦時中の機関区・操車場の廃止と戦災復興の過程で敷地が順次拡大され、1950年代後半には現在の姿に近い状態となった。その後、1961年6月15日に西明石駅が現在地に移転したことから、旧駅部分も電車区に転用され、敷地の拡大に活用された。

## 配置車両の車体に記されていた略号
機関区と電車区及び操車場では略号の記載方法が異なっていた。
機関区では、機関車の運転台窓下にある機関区名札差しに、明石の頭文字である「明」一文字を書いた札を差し込んでいた。
電車区及び操車場は所属組織の略号と、電報略号で構成されるが、電車区が明石の電報略号である「アカ」で表記されたのに対し、客車操車場は戦前「駅」として取り扱われていたことから、「明石操車場駅」を示す電報略号である「アカソ」で表記されていた。よって、大阪鉄道局の略号「大」と電報略号「アカ」の組み合わせで開設時「大アカ」と表記された明石電車区所属の電車に対し、明石操車場所属の客車は「大アカソ」と表記されていた。
国鉄時代は上記のとおり大アカで、JR発足後は近アカであった。その後の組織改正により「本アカ」となり、1993年6月に神戸支社が発足して「神アカ」を経て、2010年12月1日の組織改正により近アカとなった。
車両表記については、網干総合車両所統合時に、一旦は本所と同じ「神ホシ」→「近ホシ」としていたが、宮原支所の統合後に「近アカ」に変更された。

## 過去の配置車両
この項では、機関区、操車場、電車区で分けて記述する。

### 明石機関区
機関区開設期間は約13年と短かったが、そのほとんどの期間にC53形が配属され、超特急「燕」をはじめとした東海道本線の優等列車牽引を担当していたことから、「C53の明石か、明石のC53か」と言われるほど、優等列車用のC53形専門機関区として有名であった。もっとも、開設当時は京阪神地区の東海道・山陽本線の電化開業前であったことから、前身の神戸機関庫が担当していた優等列車仕業と京阪神間の区間列車の運行も併せて担当しており、区間列車用のC10形なども配属されていた。1934年7月20日の吹田駅 - 須磨駅間の電化開業に伴い、これらの列車が電車化されたことから、C53形と入換用の6760形以外の機関車は転出、1941年以降にC59形が配属されてC53形を置き換えるまで、C53形の全盛時代が続いた。この他、1934年9月の須磨～明石間電化開業まで同区間で暫定的に運転された、キハ41000形ガソリンカーも配属されていた。
- C51形
- C50形
- C10形
- C53形
- 6760形
- B50形
- C59形
- キハ41000形気動車

### 明石操車場
超特急「燕」をはじめ、東京駅 - 神戸駅間の夜行急行など、神戸駅始発終着の優等列車を多く担当していたことから、オハ31系・スハ32系・オハ35系に属する、戦前の国鉄の客車を代表する各形式が配属されており、その中には展望車を筆頭に、寝台車・食堂車・二等車などが多く含まれていた。三等車も優等列車に充当されていたことから、早期にスハ32600形以降の20ｍ車両が配属された。

### 明石電車区
電車区開設の経緯から、主として京阪神緩行線で運用される車両が配置された。その中でも1950年代から1960年代初期の京阪神緩行線を代表するクロハ69形は、格下げ期間中も含めて在籍期間のほとんどの時期を当電車区所属で過ごして、鳳電車区に転出した1両を除き、全車1975年の京阪神緩行線の旧型車両最終取り替えまで運用された。ただし、1963年から1972年にかけて修学旅行用の155系が配属されたり、1966年から1970年にかけて快速用の113系電車が配属されるなど、緩行用以外の車両が配属されることもあった。
- 51系電車
- 42系電車
- 52系電車
- 40系電車
- 63系電車
- 70系電車
- 72系電車
- 103系電車
- 201系電車
- 205系電車
- 207系電車
- 113系電車
- 155系電車
- 145系電車

## 乗務範囲
- JR神戸線：網干〜大阪
- JR東西線：尼崎〜京橋
- 和田岬線：全線
- 加古川線：全線

## 歴史
- 1930年（昭和5年）3月25日：明石操車場及び明石機関庫開設。
- 1936年（昭和11年）9月1日：機構改革及び組織名称の変更に伴い、「機関庫」を「機関区」に改める。明石機関庫から明石機関区へ名称を変更。
- 1937年（昭和12年）8月10日：明石電車区が発足[18]。
- 1943年（昭和18年）6月25日：明石機関区及び検査区廃止。
- 1944年（昭和19年）3月31日：明石操車場廃止。旧機関区も含めた跡地を電車区の敷地拡大に活用することになる。
- 1944年（昭和19年）4月1日：明石電車区構内に西明石駅開設。当初は南側に隣接する川崎航空機工場への通勤定期利用客のみの専用駅として営業開始[19]。明石操車場廃止と西明石駅開設を受けて、最寄駅を西明石駅に移転。
- 1945年（昭和20年）1月19日：川崎航空機工場への空襲の際、爆風で電車28両中小破。荷物電車1両全焼。同電車区構内はその後も4月25日・7月6日にも空襲を受け、中でも電車区そのものを狙った7月6日の空襲では電車区の諸建物が全焼し、「流電」モハ52形のラストナンバーであるモハ52006が全焼するなど大きな被害をこうむった。
- 1946年（昭和21年）7月30日：戦災復旧工事完成。
- 1948年（昭和23年）3月1日：三検車庫新設工事竣工。
- 1949年（昭和24年）7月20日：検査線延長工事及び洗滌線改修工事竣工。
- 1951年（昭和26年）4月1日：検査庫増設工事竣工。
- 1961年（昭和36年）6月15日：西明石駅が電車区構内から現在地に移転。
- 1962年（昭和37年）10月1日：吹田駅 - 尼崎駅間の小運転運用分を除き、高槻電車区所属の緩行用車両を明石電車区に転属させ、緩行電車は原則明石電車区所属に統一。また、緩行一等車の連結を廃止したことから、明石電車区所属のクロハ69形を当面二等代用で使用し、順次格下げ工事を実施。
- 1963年（昭和38年）10月1日：宮原電車区から155系が転入。明石電車区初の新性能電車配備。
- 1966年（昭和41年）9月28日：電留線2本完成。収容能力16両増加。
- 1968年（昭和43年）8月25日：網干電留線に、明石電車区網干派出所発足。
- 1969年（昭和44年）8月：103系配属。9月1日から運行開始。
- 1970年（昭和45年）3月1日：網干派出所が独立し、網干電車区開設。明石電車区所属の113系は全車網干電車区へ転出。
- 1976年（昭和51年）2月26日：京阪神緩行線の旧型電車運行終了。明石電車区所属の旧型電車のうち、事業用車代用として残ったクモハ73形2両を除き転出または廃車[20]。
- 1983年（昭和58年）6月：201系配属。
- 1986年（昭和61年）3月：高槻電車区所属の201系全編成が明石電車区に転入。京阪神緩行線で使用する全車両が明石電車区所属となる。
- 1986年（昭和61年）8月：205系配属。
- 1987年（昭和62年）
  - 3月1日：鷹取機関区が鷹取運転区に改称[21]。
  - 4月1日：国鉄分割民営化で西日本旅客鉄道の施設になる。
- 1989年（平成元年）3月11日：鷹取運転区を統合して、明石電車区鷹取派出所になる[22]。
- 2000年（平成12年）4月1日：網干総合車両所の発足により、検修部門と車両配置が網干総合車両所明石支所に移管され、車両配置がなくなる。